# Töölön pallokenttä
Töölön pallokenttä (zwany również Bollis) – stadion piłkarski w Helsinkach, stolicy Finlandii. Położony jest w parku Eläintarha, tuż obok stadionu Olimpijskiego oraz Telia 5G – Areena. Został otwarty w 1915 roku. Może pomieścić 4600 widzów. Swoje spotkania rozgrywają na nim piłkarze klubu Atlantis FC. Obiekt był jedną z aren turnieju piłkarskiego na Igrzyskach Olimpijskich 1952.
Obiekt został otwarty w 1915 roku i był to wówczas pierwszy typowo piłkarski stadion w kraju. W okresie międzywojennym był głównym stadionem piłkarskiej reprezentacji Finlandii, która w latach 1919–1938 rozegrała na nim łącznie 50 spotkań. Stadion był także jedną z aren turnieju piłkarskiego na Igrzyskach Olimpijskich 1952. Rozegrano na nim jeden mecz rundy wstępnej (1/16 finału), jeden mecz pierwszej rundy (1/8 finału) oraz trzy spotkania ćwierćfinałowe turnieju.
W latach 1934–1938 tuż obok Töölön pallokenttä wybudowano stadion Olimpijski, a w latach 1999–2000 również w jego bezpośrednim sąsiedztwie powstał Telia 5G – Areena.